# Richard Stanton
Richard Stanton (8 de octubre de 1876 – 22 de mayo de 1956) fue un actor y director cinematográfico estadounidense, activo en la época del cine mudo. 

## Biografía
Nacido en Iowa, debutó en el cine en 1911, actuando en The Immortal Alamo, de William F. Haddock, un cortometraje producido por Georges Méliès, que también actuaba. Stanton trabajó como actor hasta el año 1916, año hasta el cual había participado en sesenta y nueve cintas.
En 1914 se inició en la dirección con un western escrito por Thomas H. Ince. Firmó un total de cincuenta y siete películas como director. En 1920 dirigió Bride 13, un serial producido por Fox y que interpretó Marguerite Clayton. Su última producción como director fue American Pluck, estrenada en 1925.
Además, Stanton fue también guionista, escribiendo cinco filmes, y productor en 1915 de una cinta, Graft, una película que codirigió con George Lessey.
Además de cineasta, Stanton fue también un buen púgil, demostrando sus dotes boxísticas a otros luchadores con los que hubo de trabajar en su actividad cinematográfica.
Richard Stanton falleció en Los Ángeles, California, en 1956, a los 79 años de edad.

## Filmografía completa

### Actor
- The Immortal Alamo, de William F. Haddock (1911)
- The Will of Destiny (1912)
- The Reckoning, de Thomas H. Ince (1912)
- A White Lie, de Thomas H. Ince (1912)
- The Doctor's Double, de Fred J. Balshofer (1912)
- The Beach Combers (1912)
- The Sergeant's Boy, de Thomas H. Ince (1912)
- Judgment of the Sea (1912)
- The Man They Scorned, de Reginald Barker y Thomas H. Ince (1912)
- Linked by Fate (1912)
- For the Cause, de Francis Ford y Thomas H. Ince (1912)
- Jack's Burglar (1912)
- The Great Sacrifice, de Raymond B. West (1913)
- Her Great Chance (1913)
- The Kiss of Salvation (1913)
- A Shadow of the Past, de Thomas H. Ince (1913)
- The Struggle (1913)
- The Wheels of Destiny, de Francis Ford (1913)
- The Sergeant's Secret (1913)
- Honor Thy Mother (1913)
- On Fortune's Wheel, de Charles Giblyn (1913)
- A Southern Cinderella, de Burton L. King (1913)
- A Black Conspiracy, de Walter Edwards (1913)
- Past Redemption, de Burton L. King (1913)
- For Love of the Flag, de Burton L. King (1913)
- In the Secret Service, de Henry MacRae (1913)
- The Sea Dog, de Thomas H. Ince (1913)
- A Dixie Mother, de Jay Hunt (1913)
- From the Shadows, de Thomas H. Ince (1913)
- The Seal of Silence, de Charles Giblyn  (1913)
- Banzai, de Charles Giblyn (1913)
- The Flame in the Ashes, de Frank Morty (1913)
- The Struggle, de Jack Conway y Frank Montgomery (1913)
- A Highland Romance, de Raymond B. West (1913)
- The Forlorn Hope, de Jay Hunt (1913)
- The Heart of Kathleen, de Raymond B. West (1913)
- A Woman's Wit, de Reginald Barker (1913)
- Widow Maloney's Faith, de Raymond B. West (1913)
- The Woman, de Charles Giblyn (1913)
- True Irish Hearts, de Raymond B. West (1914)
- Harp of Tara, de Raymond B. West (1914)
- Divorce, de Raymond B. West (1914)
- The Secret Lode, de Walter Edwards (1914)
- North of 53, de Jay Hunt (1914)
- Wolves of the Underworld, de Jay Hunt (1914)
- The Colonel's Orderly, de Jay Hunt (1914)
- Shorty and the Aridville Terror (1914)
- Jim Regan's Last Raid, de Richard Stanton (1914)
- The Sheriff's Sister, de Richard Stanton (1914)
- No-Account Smith's Baby, de Richard Stanton (1914)
- The Sheriff of Muscatine, de Richard Stanton (1914)
- The End of the Galley, de Richard Stanton (1914)
- The Desperado, de Gilbert P. Hamilton (1914)
- In the Clutches of the Gangsters, de Richard Stanton (1914)
- The Master of the House, de Richard Stanton (1914)
- A Political Feud, de Thomas H. Ince y Richard Stanton (1914)
- The Man at the Key, de Richard Stanton (1915)
- On the High Seas, de Richard Stanton (1915)
- The Winged Messenger, de Richard Stanton (1915)
- The Sons of Toil, de Richard Stanton (1915)
- The Strike at Centipede Mine, de Richard Stanton (1915)
- The Floating Death, de Richard Stanton (1915)
- The Phantom Extra, de Richard Stanton (1915)
- The Golden Trail, de Richard Stanton (1915)
- The Living Wage, de Richard Stanton (1915)
- The Wasp, de B. Reeves Eason (1915)
- Inside Facts, de Richard Stanton (1915)
- Graft, de George Lessey y Richard Stanton (1915)
- Fool's Gold, de Richard Stanton (1916)
- The Unexpected Scoop, de Richard Stanton (1916)
- The Speed King, de Richard Stanton (1916)
- The Pinnacle, de Richard Stanton (1916)

### Director
- Shorty Escapes Marriage (1914)
- Shorty Gets Into Trouble (1914)
- Jim Regan's Last Raid (1914)
- The Sheriff's Sister (1914)
- No-Account Smith's Baby (1914)
- The Sheriff of Muscatine (1914)
- The End of the Galley (1914)
- In the Clutches of the Gangsters (1914)
- The Master of the House (1914)
- A Political Feud (1914)
- Sergeant Jim's Horse  (1915)
- Shorty's Adventures in the City (1915)
- Shorty's Secret (1915)
- The Man at the Key (1915)
- On the High Seas (1915)
- The Winged Messenger (1915)
- The Sons of Toil (1915)
- The Strike at Centipede Mine (1915)
- The Floating Death (1915)
- The Sea Ghost (1915)
- The Hammer (1915)
- The Phantom Extra (1915)
- The Golden Trail (1915)
- The Girl from the East (1915)
- The Living Wage (1915)
- Inside Facts (1915)
- Graft (1915)
- Aloha Oe, codirigida con Charles Swickard y Gilbert P. Hamilton (1915)
- Fool's Gold (1916)
- The Beast (1916)
- The Unexpected Scoop (1916)
- The Speed King (1916)
- The Pinnacle (1916)
- The Love Thief (1916)
- One Touch of Sin (1917)
- Her Temptation (1917)
- The Topsy Turvy Twins (1917)
- Durand of the Bad Lands (1917)
- The Spy (1917)
- The Yankee Way (1917)
- North of Fifty-Three (1917)
- The Scarlet Pimpernel (1917)
- Why I Should Not Marry (1918)
- Stolen Honor (1918)
- Cheating the Public (1918)
- Rough and Ready (1918)
- Why America Will Win (1918)
- The Caillaux Case (1918)
- Why I Would Not Marry (1918)
- The Jungle Trail (1919)
- Checkers (1919)
- Sink or Swim (1920)
- Bride 13 (1920)
- The Face at Your Window (1920)
- Thunderclap (1921)
- McGuire of the Mounted (1923)
- American Pluck (1925)

### Guionista
- Sergeant Jim's Horse, de Richard Stanton (1915)
- The Sea Ghost, de Richard Stanton (1915)
- The Beast, de Richard Stanton (1916)
- Cheating the Public, de Richard Stanton (1918)
- Rough and Ready, de Richard Stanton (1918)

### Productor
- Graft, de George Lessey y Richard Stanton (1915)